# Austroearinus
Austroearinus är ett släkte av steklar. Austroearinus ingår i familjen bracksteklar.
Kladogram enligt Catalogue of Life:
| Austroearinus | \| \| Austroearinus chrysokeras \| \| \| \| \| \| Austroearinus melanopodes \| \| \| \| \| \| Austroearinus rufofemoratus \| \| \| \| \| \| Austroearinus unicolor \| \| \| \| |
|               | \| \| Austroearinus chrysokeras \| \| \| \| \| \| Austroearinus melanopodes \| \| \| \| \| \| Austroearinus rufofemoratus \| \| \| \| \| \| Austroearinus unicolor \| \| \| \| |
|               | Austroearinus chrysokeras |
|               | |
|               | Austroearinus melanopodes |
|               | |
|               | Austroearinus rufofemoratus |
|               | |
|               | Austroearinus unicolor |
|               | |